# Tuoni
Tuoni ist der Gott der Unterwelt Tuonela in der finnischen Mythologie. Im Kalevala begrüßt er die Toten, zusammen mit seiner Frau Tuonetar, mit einem Krug voller Frösche und Würmer. Er hat eine Tochter, sie steuert das Boot, das die Toten benutzen, den Fluss zu überqueren, der sie vom Totenreich trennt.